# ولد بردز سنکتواری
ولد بردز سنکتواری (به انگلیسی: Vellode Birds Sanctuary) یک منطقهٔ مسکونی در هند است که در تامیل نادو واقع شده‌است.

## خصوصیات
ولد بردز سنکتواری ۰٫۸ کیلومترمربع مساحت دارد.